# John Dedman
John Johnstone Dedman (2 de junio de 1896 – 22 de noviembre de 1973) fue un político australiano, ministro del Partido Laborista Australiano dirigido por John Curtin y Ben Chifley. Fue responsable de organizar la producción durante la Segunda Guerra Mundial, establecer la Universidad Nacional de Australia, reorganizar la Organización de Investigación Científica e Industrial de la Commonwealth (CSIRO) y desarrollar el Plan Snowy Mountains. Dedman representó la sede federal de Corio, centrada en Geelong entre 1940 y 1949.

## Primeros años
Dedman nació en Knowe, al noroeste de Newton Stewart, Wigtownshire, Escocia. Fue educado por su padre en las escuelas del pueblo y en la escuela secundaria Ewart Boys, Newton Stewart. Se matriculó en ciencias en la Universidad de Edimburgo en 1914, pero fue comisionado en 1915 como oficial en el ejército británico en la Primera Guerra Mundial y luchó en Galípoli, Egipto y Francia. Luego se unió al Ejército Indio Británico y luchó en Afganistán e Irak. En 1922 abandonó el ejército y se mudó a Australia, donde compró una granja lechera cerca de Launch Place con un amigo de la escuela, Walter McEwen. En 1925, se casó con la hermana de McEwen, Jessie Lawson.

## Carrera política
En 1927 Dedman se presentó sin éxito como candidato del Australian Country Party (ACP) por la División de Upper Yarra en la Asamblea Legislativa de Victoria. Sin embargo, el ACP contribuyó a derribar un proyecto de ley para establecer una "junta de Leche" en el Consejo Legislativo y, disconforme con el resultado, se unió al Partido Laborista. Entre 1932 y 1934, disputó sin éxito un escaño federal y dos estatales. Fue consejero en el Consejo de Upper Yarra Shire de 1926 a 1939 y su presidente en 1931 y 1937. En 1938, estudió economía keynesiana en la Universidad de Melbourne.
Dedman ganó en Corio en una elección parcial en marzo de 1940. El 28 de agosto de 1941 fue nombrado Ministro de Industria y Ciencia, sucediendo a Harold Holt. En octubre de 1941, fue nombrado ministro de Organización de Guerra de la Industria y ministro a cargo del Consejo de Investigación Científica e Industrial en el gobierno de Curtin y se convirtió en miembro del Gabinete de Guerra en diciembre de 1941. Su principal responsabilidad era organizar la producción para apoyar el esfuerzo de guerra, y se hizo conocido como el "ministro de austeridad".
Al final de la Segunda Guerra Mundial, fue nombrado ministro encargado del Consejo de Investigación Científica e Industrial y ministro de Reconstrucción de Posguerra en el gobierno de Chifley, donde fue responsable de promover el pleno empleo, reciclar al personal exmilitar e intentar reconstruir la economía nacional. En particular, se encargó de preparar el Libro Blanco sobre el pleno empleo en Australia, estableciendo el Acuerdo de Vivienda del Commonwealth y el Estado, el Plan Snowy Mountains, la Junta Conjunta del Carbón, la Comisión de Universidades y la Universidad Nacional de Australia. Desde noviembre de 1946, Dedman fue ministro de Defensa.
Perdió por estrecho margen en Corio ante Hubert Opperman en las elecciones de 1949 y no pudo recuperarlo en 1951 ni en 1954.

## Últimos años
Incapaz de encontrar empleo, finalmente adquirió una pequeña propiedad de ovejas en Apollo Bay. En 1955 se convirtió en director australiano del departamento de reasentamiento de refugiados del Consejo Mundial de Iglesias. Se retiró a Canberra en 1962 y fue nombrado en 1966 miembro del consejo de la Universidad Nacional de Australia, graduándose en 1966 con un bachiller universitario en letras.
Dedman escribió sobre sus experiencias ministeriales durante la guerra y fue un visitante frecuente de la Casa del Parlamento. Siguió siendo afiliado al Partido Liberal, sirvió en la Iglesia Presbiteriana de San Andrés, Forrest, y vivió lo suficiente para ver al gobierno de Whitlam introducir algunas de las políticas que había defendido. Dedman murió el 22 de noviembre de 1973 en Canberra. Se le concedió un funeral de estado y fue incinerado. Dejó esposa, un hijo y dos hijas.

## Reconocimientos
La Universidad Nacional de Australia le otorgó un doctorado honorario en leyes en 1964 y nombró un edificio en su honor en 1970. Iba a tener el John Dedman Parkway en Canberra nombrado en su honor, pero la carretera fue renombrada antes de su finalización como Gungahlin Drive Extension.

## Cargos
| Parlamento australiano    | |                          |
| Predecesor: Richard Casey | Miembro del Parlamento australiano por la División de Corio 10 de diciembre de 1940 10 de diciembre de 1949 | Sucesor: Hubert Opperman |
| Cargos políticos          | |                          |
| Predecesor: Eric Spooner  | Ministro de Organización de Guerra de la Industria octubre 1941 1945                                        | cargo abolido            |
| cargo creado              | Ministro Reconstrucción de Postguerra 1945 1949                                                             | Sucesor: Eric Harrison   |
| cargo creado              | Ministro encargado del Consejo de Investigación científica e industrial octubre 1941 1949                   | cargo abolido            |
| Predecesor: Richard Keane | Ministro de Comercio y Turismo 1946                                                                         | Sucesor: James Fraser    |
| Predecesor: Norman Makin  | Ministro de Municionamiento 1946                                                                            | Sucesor: John Armstrong  |
| Predecesor: Norman Makin  | Ministro de Producción Aeronáutica 1946                                                                     | cargo abolido            |
| Predecesor: Frank Forde   | Ministro de Defensa 1 de noviembre de 1946 1949                                                             | Sucesor: Eric Harrison   |